# Beth Grant
Beth Grant, född 18 september 1949, är en amerikansk skådespelare.
Grant har bland annat medverkat i TV-serien Carol & The End of the World. Hon har även medverkar i filmerna Jackie och All About Steve.

## Filmografi (i urval)
- 1992 – Love Field
- 1992 – Het sand
- 1994 – Speed
- 2001 – Donnie Darko
- 2007 – No Country for Old Men
- 2007 – Southland Tales
- 2009 – All About Steve
- 2016 – Jackie
- 2023 – Carol & The End of the World (TV-serie)